# OVH
OVHcloud (antiguamente OVH) es un proveedor de alojamiento web, computación en la nube y telecomunicaciones francés. Ofrece servidores dedicados, alojamiento compartido, registro de dominios, VPS y servicios de Cloud Computing.
Con 400 000 servidores en agosto de 2020 y 30 centros de datos, OVHcloud dispone de una de las instalaciones de servidores más grandes en el mundo y da servicio a más de 1,5 millones de clientes en todo el mundo.
Además, OVHcloud ha desplegado su propia red de fibra óptica con tecnología DWDM, en varios continentes (Europa, América y Asia), ofreciendo una capacidad total de 20 Tbps.
El 8 de octubre de 2019, OVH anuncia que cambia su nombre comercial a OVHcloud, en línea con su principal línea de productos. 

## Historia y crecimiento
OVH nace en 1999, fundada por Octave Klaba, que en aquel momento era estudiante de tercer año en el ICAM de Lille. Sus padres, bastante reticentes, le prestaron una cifra aproximada a 7000 euros al cambio en francos franceses, que todavía seguían en circulación; a su vez, también llegó a conseguir que Xavier Niel le dejase un local en París, en el que pudiese alojar la necesaria infraestructura inicial.
El nombre de «OVH» procede de las iniciales de su alias como estudiante, Oles Van Herman, también utilizado como retroacrónimo de On Vous Héberge? que es el mensaje de bienvenida utilizado en las conexiones FTP a los alojamientos.
En 2001, OVH alquilaba siete racks a un proveedor, Claranet.[cita requerida] La compañía empezó a quedarse sin espacio y la climatización planteaba problemas. OVH se traslada a un centro de datos abandonado de Free situado en el arrondissement 11 de Paris.[cita requerida]
Para cubrir la demanda, OVH instala nuevos servidores en el período 2001-2002. A finales de 2002, la empresa alquila otro datacenter a Free en Courbevoie[cita requerida] y poco después adquiere un edificio de 3000 m2 situado en el arrondissement 19.[cita requerida]
En 2006, OVH abre una de sus primeras filiales extranjeras, empezando por Polonia, país de origen de la familia Klaba. Ese mismo año abre otras dos filiales comerciales en Senegal y España.
El volumen de actividad de OVH experimenta un crecimiento exponencial, pasando de 6000 a 12 000 servidores. Entonces se presenta una oportunidad inmobiliaria en Roubaix, donde OVH tiene su sede social y su equipo técnico, pero ningún datacenter. OVH construye así Roubaix 1 (RBX-1). En 2008, le llega el turno a la construcción de Roubaix 2 (RBX-2) y, al año siguiente, a Roubaix 3 (RBX-3). En 2011, el proveedor de alojamiento abre un centro de datos de última generación que no necesita climatización: Roubaix 4 (RBX-4). Siempre innovando, OVH termina en 2012 la construcción de su primer datacenter de contenedores en Estrasburgo para dar respuesta a las necesidades de sus clientes de Europa del Este.
Paralelamente, sus implantaciones en el extranjero se multiplican: Túnez, Marruecos, Reino Unido, Irlanda, Italia, Alemania, Finlandia, Portugal y Países Bajos. 
En 2012, OVH continúa en la misma línea, orientada hacia la proyección internacional, abriendo OVH, Inc. en Estados Unidos y Canadá.
OVH es uno de los patrocinadores del proyecto Let's Encrypt.
En 2013, OVH construye en Gravelines (FR) el mayor datacenter de Europa, con capacidad para 400 000 servidores, y extiende la protección anti-DDoS gratuita a todos sus clientes. Mientras tanto, sigue ampliando sus datacenters en Francia, con sedes en Estrasburgo, Roubaix; y en Canadá, en Beauharnois. 
En octubre de 2016, OVH realiza una ampliación de capital de 250 millones de euros con KKR y TowerBrook para acelerar el desarrollo internacional.
Un año después, en 2017, anuncia la adquisición de vCloud Air, el servicio cloud de VMware en Estados Unidos  y abre nuevos datacenters en Francia, Canadá, Reino Unido, Polonia y Australia. 
En 2018, Michel Paulin (ex director general de SFR) se une a Octave Klaba en la dirección de la empresa y asume el cargo de CEO. 
Posteriormente OVH se transforma en OVHcloud en 2019, y reestructura su oferta a nivel internacional para responder a las necesidades de los clientes. La empresa cumple 20 años y cuenta con 30 datacenters y 1,5 millones de clientes en todo el mundo.

## Polémica
En diciembre de 2010, WikiLeaks elige a OVH como nuevo proveedor de alojamiento, después de que Amazon rechazase alojarlo en su Cloud.
En vista del alcance de la polémica, el 3 de diciembre Éric Besson, ministro francés de industria, energía y economía digital, intenta censurar la página, sin conseguirlo.
En julio de 2013, OVH es víctima de un ataque informático.
En septiembre de 2013, OVH experimenta una avería de red durante varias horas en uno de sus centros de datos de Roubaix.
En noviembre de 2017, OVH experimenta una avería de red durante más de 24 horas en uno de sus centros de datos de Estrasburgo.

### Incendio del centro de datos de Estrasburgo

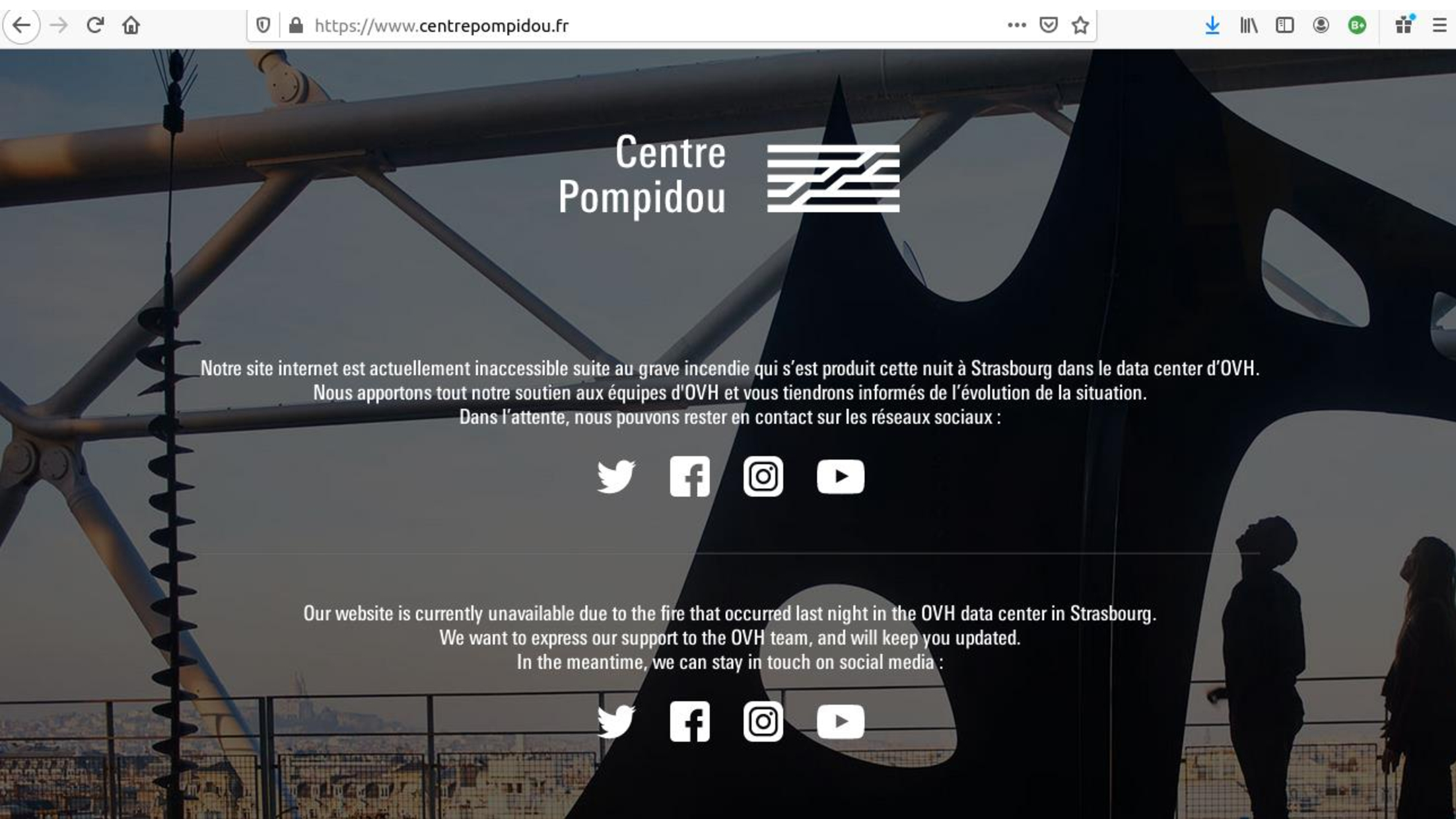
Mensaje en el sitio del Centro Pompidou declarando que el problema que presenta es debido al incendio del centro de datos de Estrasburgo.

En la noche del 9 al 10 de marzo de 2021, el centro de datos de Estrasburgo sufrió un incendio que destruyó el edificio 2 del complejo y afectó al edificio 1. Los edificios 3 y 4 no fueron afectados pero quedaron fuera de servicio. Se calcula que el hecho afectó entre 12 mil y 16 mil clientes dentro y fuera de Francia, entre los que destacan la empresa de videojuegos británica Facepunch, el Centro Pompidou y varios sitios de acceso a información pública albergadas en data.gouv.fr.

## Controversias
Hasta septiembre de 2009, OVHcloud albergó el sitio web de las Fuerzas Democráticas para la Liberación de Ruanda, grupo sospechoso de haber cometido crímenes de guerra y crímenes contra la humanidad. 
Ya en 2009, la dirección de correo electrónico de Octave Klaba apareció en un documento publicado por los servicios de inteligencia británicos (GCHQ), entre otros "selectores", personas identificadas como objetivos por los servicios de inteligencia estadounidenses (NSA), canadienses, neozelandeses, británicos y australianos, dentro de su alianza,  « Five Eyes ». 
En diciembre de 2010, la edición francesa del blog Gizmodo reveló que WikiLeaks había elegido a OVHcloud como su nuevo servidor después de que Amazon se negara a alojarlo en su Cloud. Ante la magnitud de la polémica emergente, el 3 de diciembre, el ministro de Industria francés Éric Besson, preguntó sobre las formas de prohibir este alojamiento en Francia. Este enfoque fracasó y el anfitrión se benefició de la notoriedad adquirida por esta controversia. 
En julio de 2013, OVHcloud fue víctima de un hackeo (fuga de información) que afectó en particular a la base de datos de clientes de Europa.

## Servicios

### Web hosting y dominios
El cliente contrata soluciones de alojamiento web para alojar sitios web personales y profesionales, con certificado SSL de Let's Encrypt y otros servicios incluidos como protección anti-DDoS. También puede contratar dominios para sus sitios web con una amplia gama de extensiones.

### Servidores dedicados
El cliente alquila a OVHcloud un servidor dedicado al que tiene acceso remoto, de modo que puede instalar en él lo que desee, dentro de los límites de la legalidad. Además, desde el 15 de julio de 2013, el cortafuegos (anti-DDoS) está incluido en el precio. También es posible utilizarlos para Big Data, es decir, para almacenar y analizar un gran volumen de datos.

### Cloud computing
El cliente puede disponer de servidores bajo demanda o almacenar datos en la nube a través de sus diferentes soluciones de cloud público, cloud privado o cloud híbrido, con servicios en sus datacenters de todo el mundo. Las soluciones cloud de OVHcloud se basan en estándares de mercado como VMware, OpenStack o Kubernetes. 

### Telecomunicaciones
OVHcloud también opera como Proveedor de servicios de Internet en Francia, ofreciendo servicios de ADSL, SDSL y VDSL2, así como Telefonía IP y servicios de SMS y Fax.

## Cifras clave
- Datacenters: 30 centros de datos y 34 PoP redundantes en todo el mundo (agosto de 2020).
- Servidores:  400.000 unidades actualmente (agosto de 2020) en los diferentes datacenters. Más de 1 millón de servidores producidos desde 1999.
- Red mundial: 20 Tb/s
- Sitios webs alojados: 3,8 millones de páginas web a nivel mundial
- Empleados: 2.500